# HIFE
HIFE es una empresa de transporte de viajeros en autobús, nacida en Benasal (Provincia de Castellón) en 1915. Opera en  las comunidades de Cataluña, Aragón, Comunidad Valenciana y Comunidad de Madrid, con sede central en Tortosa, realizando líneas regulares, urbanas e interurbanas, así como servicios discrecionales a nivel nacional e internacional.
También realiza transporte de viajeros en Malabo, (República de Guinea Ecuatorial).

## Servicios

### Líneas de autobús interurbano
HIFE tiene la concesión de más de 30 líneas de autobús en Cataluña, repartidas básicamente por la Provincia de Tarragona.

### Líneas de autobús urbano
- Servicio municipal de Amposta.
- Servicio municipal de Calafell.
- Servicio municipal de Cubellas.
- Servicio municipal de La Bisbal del Penedes.
- Servicio municipal de Peñíscola.
- Servicio municipal de Roquetas.
- Servicio municipal de Torredembarra.
- Servicio municipal de Tortosa.